# Belgrado Challenger 2003
Il Belgrado Challener 2003 è stato un torneo di tennis facente parte della categoria ATP Challenger Series nell'ambito dell'ATP Challenger Series 2003. Il torneo si è giocato a Belgrado in Serbia dal 3 al 9 febbraio 2003 su campi in sintetico indoor.

## Vincitori

### Singolare
Dennis van Scheppingen ha battuto in finale  Markus Hantschk con il punteggio di 7–5, 6–3

### Doppio
Ilija Bozoljac /  Nenad Zimonjić hanno battuto in finale  Darko Madjarovski /  Janko Tipsarević con il punteggio di 6–1, 6–4